# Hendrik Sparnaay
Hendrik Sparnaay (Hendricus Sparnaay, ook Henricus Sparnaay; Rotterdam, 24 mei 1891 - Utrecht, 31 maart 1965) was een Nederlands hoogleraar in de Duitse taal en letterkunde en daarnaast mediëvist.

## Carrière
Hij promoveerde op 15 december 1922 aan de Universiteit van Amsterdam op het proefschrift Verschmelzung legendarischer und weltlicher Motive in der Poesie des Mittelalters. In 1925 werd hij privaatdocent aan de Universiteit Utrecht en in 1941 werd hij aangesteld als gewoon hoogleraar Duitse taal- en letterkunde. Zijn oratie op 23 maart 1942 was getiteld De weg van Koning Arthur. Op 15 januari 1955 werd zijn leeropdracht gewijzigd tot De Duitse taal- en letterkunde en de vergelijkende West-Europese literatuurgeschiedenis der middeleeuwen. Op 1 september 1961 ging hij met emeritaat en hield hij de afscheidsrede 1961, Toen en nu.
Hendrik Sparnaay was de vader van de Nederlandse natuurkundige Hans Sparnaay (1923-2015).

## Publicaties
Onder meer:
- 1922: Verschmelzung legendarischer und weltlicher Motive in der Poesie des Mittelalters, Groningen, P. Noordhoff. Proefschrift Amsterdam
- 1923: Prof. dr. J. J. A. A. Frantzen [overleden] (Johann Joseph Aloys Arnold Frantzen, 1853-1923)[3]
- 1933: Hartmann von Aue: Studien zu einer Biographie / 1., Halle (Saale): Niemeyer
- 1938: Hartmann von Aue / 2., Halle (Saale): Niemeyer
- 1948 met Karl Lachmann: Karl Lachmann als Germanist, Bern: Francke
- 1950-1967 met anderen: Studia litteraria Rheno-Traiectina: disputationes Instituti ad historiam litterarum comparativam investigandam in Universitate Rheno-Traiectina conditi, Instituut voor Vergelijkend Literatuuronderzoek, Utrecht: Kemink
- 1955: De Arthurroman, Utrecht: Centrale opleidingscursussen, 1955. Reeks: Voordrachten en redevoeringen, no. 2
- 1961: Zur Sprache und Literatur des Mittelalters. Verzamelde opstellen ter gelegenheid van zijn zeventigste verjaardag aan de schrijver aangeboden door leerlingen, oud-leerlingen, collega's en vrienden, Groningen, J.B. Wolters
- 1975: Hartmann von Aue: studien zu einer biographie, Darmstadt: Wissenschaftliche Buchgesellschaft, Unveränderter reprografischer Nachdruck der Ausg. Halle 1933 und 1938

## Over Hendrik Sparnaay
Onder meer:
- 1965: Huisman, J.A., In memoriam Henricus Sparnaay, 1891-1965
- 1965: The libraries of the late Dr. H. Sparnaay, professor of German language and literature and of comparative mediaeval literature at Utrecht University of the late Th. Absil, pr., Steyl and of Dr. A. Hijmans, Rotterdam with a few additions from other private collections